# Ossuaria agara
Ossuaria agara är en insektsart som beskrevs av Irena Dworakowska 1979. Ossuaria agara ingår i släktet Ossuaria och familjen dvärgstritar.
Artens utbredningsområde är Vietnam. Inga underarter finns listade i Catalogue of Life.